# 지조개정
지조개정(일본어: 地租改正)은 1873년(메이지 6년)에 메이지 정부가 시행한 근대적 토지 제도와 조세 제도를 확립하기 위한 개혁이다.

## 연공과 전조
지조(地租)는 야마토 왕권(ヤマト王権) 때 수확한 벼를 신에게 바치는 관행인 '다치카라'(たちから)에서 유래한 것으로, 중국 당나라의 제도를 모방하여 채용한 조세제도 조용조(租庸調)의 하나인 '조'(租)를 재편한 것이다. 이 '조'는 전답의 수익을 과세물건으로 한 조세로써, 메이지 시대 이전에는 전조(田租) 혹은 공조(貢租)라고도 불렀다.
이후 도요토미 히데요시(豊臣秀吉)가 시행한 태합검지(太閤検地)에 의해 토지의 생산력을 석고(石高)로 표시하여 이에 대한 연공을 부과하는 것으로 바뀌었다. 또한 검지장(検地帳)에 토지를 직접 경작하는 사람을 등록하여 조세의 부담을 지도록 했다.

## 지조개정의 검토
메이지 정부가 수립된 초기부터 대장성(大蔵省)이나 민부성(民部省)에서는 모든 토지에 부과하여 일정액을 금납하도록 하는 지조(地租)의 도입을 검토하였다. 1869년(메이지 2년) 3월 지조제도의 개혁에 대한 건백서를 중앙에 제출하여 토지 등급제의 확립, 세제의 통일, 지조의 금납 등을 주장하며 옛 제도의 폐해의 개정을 주장했다. 또한 간다 다카히라(神田孝平)도 1870년(메이지 3년)에 '지조개정건의'를 제출하여 각 번(藩)의 불균형한 조세를 바로잡고 공정한 세제를 확립하기 위해 공조의 개혁을 제안하였다. 처음에는 토지에 대한 부과는 다이묘(大名)의 권한으로 인식되었고 종래의 검지를 대신하는 대규모 측량의 필요성도 있어서, 정부 내에서도 의견이 정리되지 않았다.
하지만 1871년(메이지 4년) 폐번치현이 실시되어 다이묘의 개념이 사라져 반대론의 큰 이유 중 하나가 사라지게 되었다. 같은 해 9월에는 대장성의 제안으로 '전답영대매매금지령'(田畑永代売買禁止令)이 폐지되고 지조개정의 실시가 정부의 방침으로 결정되었다. 1872년(메이지 5년) 5월 가나가와현령이던 무쓰 무네미쓰(陸奥宗光)는 '지조개정건의'를 태정관에 보고했다. 같은 해 6월에 무쓰는 대장대보 이노우에 가오루(井上馨)에 의해 대장성 조세두(租税頭)로 발탁되어 부하인 조세권두(租税権頭) 마쓰카타 마사요시(松方正義)와 함께 지조개정 사업을 총괄하게 되었다.

## 경과
1873년 7월 26일 지조개정법과 구체적 규정을 정한 '지조개정조례' 등으로 이루어진 태정관포고 제272호가 제정되어 다음해부터 지조개정에 착수하였다. 지조개정법의 주요 내용은 토지 소유자에게 지권을 교부하고 지가의 3%를 지조로써 금납하도록 한 것이다.
정부는 당초, 농민들이 검지에 대해 반발하고 있음을 걱정하여 농민들이 스스로 신고하도록 하였다. 즉, 농민들이 직접 농지를 측정하고 면적과 수량을 산출하여 지방관이 검사례에 준해 검토하면 지방청이 지권을 발행하는 형식을 취한 것이다. 하지만 이 방법은 전국에 일률적으로 공평한 조세를 징수한다는 목적을 달성하기가 어려웠다. 여기에 1874년(메이지 7년)의 개조결과, 목표 조세액을 확보하기 어렵다는 점이 명확해졌고 정부 내의 권력투쟁으로 대장성의 일부 기능을 분리하여 내무성을 설치하여 문제를 더 복잡하게 만들었다. 이에 정부는 1875년(메이지 8년) 태정관달 제38호를 통해 내무성 및 대장성 간에 지조개정사무국을 설치하여 이를 중심으로 개조를 강력히 추진하도록 방침을 전환했다.
한편, 부현청은 지조개정사무국이 미리 예상해놓은 평균 수확량을 바탕으로 만약 농민의 신고액이 여기에 미치지 못할 경우, 이를 부정하고 강압적으로 변경하도록 하였다. 하지만 이로 인해 이세 폭동이 일어나는 등 대규모 폭동이 각지에서 빈발하게 되자 정부는 1877년(메이지 10년)에 지조를 3%에서 2.5%로 감액하였다.
이후에도 정부의 강경한 태도는 계속되었지만 징수가 어느 정도 예측가능해지자 조금씩 태도를 누그러뜨렸다. 그리고 1880년(메이지 13년)에는 7년에 걸친 지조개정 사업이 완료되었다.

## 공조와의 차이점
에도 시대까지의 공조는 쌀로써 물납하는 제도로써, 생산자가 납세의 의무를 졌다. 또한 전국적으로 통일되어 있지 않고, 지역 간 격차가 있었다. 이를 지조개정을 통해 토지의 가치에 알맞는 금액을 소유자가 납부하도록 하고 전국적으로 통일된 과세제도로 수정하였다. 개정된 지조의 요점은 다음과 같다.
- 수확량 대신 수확력(力)에 대해 정해진 가치를 과세표준으로 한다.
- 촌(村) 단위로 한 부과체계를 폐지하고 개별 토지 단위로 부과한다.
- 종전에는 물납이었던 것을 금납으로 한다.
- 세율을 지가에 대해 일률적으로 한다.
- 경작자가 아닌 지권의 발행에 의해 확인된 토지소유자를 납세의무자로 한다.[2]
- 제도를 전국적으로 통일하였다.

## 지조개정의 영향

### 안정된 세수의 확보와 생산성의 향상
세율을 지가에 대해 일률적으로 함으로써 종전과 같이 농작물의 풍흉에 따라 세수가 변동하지 않고 정부는 안정적인 수입을 확보하는 것이 가능하게 되었다. 구체적으로 농작물의 가격변동 리스크를 정부가 농민에게 전가한 것이 된다. 거기에 '과거의 세입을 줄이지 않는다'는 방침에 의해 3%라는 고액의 세율이 책정되었다. 이는 결과적으로 대다수의 농민의 부담을 높이는 것으로 이어졌고, 토지 소유자가 없는 납세가 곤란한 입회지는 사실상 정부에 몰수되는 등 이로 인해 이세나 마카베 등지에서 잇키(一揆)가 빈발하여 자유민권운동에 영향을 미치게 되었다. 한편, 농민잇키가 사족반란과 결합하는 것을 두려워한 오쿠보 도시미치(大久保利通)에 의해 전술한 대로 세율이 2.5%로 낮아지게 된다.
에도 시대에는 수확고에 따라 공조를 납부했기 때문에 만약 수확이 높아지면 그만큼 공조의 부담도 늘어났다. 하지만 지조의 경우 납부하는 세금은 일정하기 때문에 수확을 늘리면 그만큼 자신의 몫이 되어 근로의욕을 고취하여 생산량이 증가하게 되었다. 또한 지조개정에서 농민은 어떤 농작물을 기를지 결정하는 것이 가능해졌다. 이전에는 막부나 번이 결정한 농작물만 기르는 것이 원칙이었지만 지조개정 이후에는 그런 속박이 사라졌다. 이에 농민들은 돈을 잘 벌 수 있을 법한 작물, 수입이 좋은 작물을 자유롭게 선택하는 것이 가능해졌다.

### 토지의 사적 소유의 개시에 의한 인재의 유동화와 직업 선택의 자유
지권의 발행으로 개인에 대한 토지의 사적 소유가 인정되었다. 그 결과 모든 토지는 천황의 것이며 신민은 천황으로부터 그 사용을 허락받은 것에 지나지 않는다는 왕토사상이나 지역공동체에 의한 공동보유과 같은 봉건적 제도가 붕괴되고 토지에도 개인의 소유권이 존재한다는 것이 처음으로 법적으로 인정되었다. 따라서 토지를 재산으로써 유통이나 담보의 대상으로 하는 것도 가능하게 되었다. 또한 지권을 손에 넣은 농민은 농지를 확대하는 것이 가능해지고 반대로 지권을 팔고 다른 직업을 구하는 것도 가능해졌다. 이는 곧 지조개정이 일본에 자본주의 체제의 기초를 다지게 하는데 중요한 역할을 했다고 할 수 있다.

### 지주 계급에 대한 참정권의 부여
지주를 납세의무자로 함에 따라 과거 마을의 도급 제도가 소멸하게 되었다. 또한 지주를 납세의무자로 한 것은 그들에게 참정권을 부여하는 것을 의미하여 지주 계급에 대해 일정한 정치적 힘을 부여하게 되었다. 실제로 후에 제국의회가 열렸을 때 중의원의 선거권이나 귀족원의 다액납세의원의 자격이 주어진 대다수는 지주층이었다.

### 상업과 유통에 미친 영향
번이 조세로써 납부받았던 쌀을 모아 에도(江戸)나 오사카(大坂)의 구라야시키(蔵屋敷)에 매각한다는 과거의 쌀 유통 시스템이 붕괴하게 되었다. 개개의 농민은 지방의 쌀상인에게 직접 쌀을 돈으로 교환하여 지조로써 납부했으며, 쌀상인들이 전국의 시장에서 쌀을 매각하는 등 상업과 유통에 대한 영향도 컸다.

### 조세 징수의 투명성과 공평성의 향상
에도 시대의 공조는 그해의 생산량에 따라 세율이 결정되었고 지방관의 판단도 큰 영향력을 미쳤다. 따라서 뇌물 등의 부정행위가 횡행하곤 했는데, 지조개정 이후 매년 결정된 금액을 세금으로 납부하게 되었기에 이러한 행위는 사라지게 되었다. 또한 상공업자에게는 공조가 부과되지 않았었지만 지조개정으로 지권에 따라 납부하도록 하였다.

### 기타
지조개정은 모든 토지에 과세하는 것으로 이는 이전에 면세의 대상이었던 은상(恩賞)이나 사사령(寺社領) 등도 마찬가지였다. 지조개정에 우선하여 시행된 해방령(解放令)에 의해 세지의 지정에서 벗어나있던 과거의 에타(穢多)나 히닌(非人)의 소유지도 과세의 대상이 되었다. 입회지 역시 국유지로 편입되었다.
한편, 구미(歐美)의 농촌사회 조직을 일본에 그대로 접목시키고자 하여 부적절한 사례도 발생했다. 지조의 산정을 일반적인 농가 경영의 기준을 상업생산적인 가족 경영에 의한 확대재생산이 이루어지는 농가로써, 지주나 소작인은 자유계약에 의한 소작관계로써 소작료의 증감은 지조의 증감에 대응하는 것을 전제로 하도록 입법되었다. 하지만 실제로는 '죽지 않을 정도록'이라는 발상으로 재생산이 억압되어 지주의 지위가 강력했던 일본의 농업사회의 실태와 맞지 않았고, 지조 산정에서도 생산 경비를 실제보다 적게 예상하였기에 고율의 세율이 생산 경비를 압박하여 소작료를 뛰어넘는 결과가 되고 말았다.
또한 정부가 스스로 세율이 3%인 것이 고율이라고 인정하기도 하였다. 지조개정조례 제6조에는 현재의 세율은 인지세나 물품세 등의 상공업 등에서의 수입이 일정 궤도에 오를 때까지의 잠정적인 세율이며, 장래 이들 세입과 재정지출의 억제에 의해 지조의존도를 감소시켜 최종적으로는 1%까지 낮출 것이라는 설명되어 있다. 하지만 실제로는 세율이 낮아지지 않았다가 지조개정조례를 대신하여 제정된 지조조례에서 해당 조항을 삭제해 버렸고, 이것이 자유민권운동이나 초기 제국의회에서 정부 비판을 초래하였다.

## 지권의 작성

1879년에 발행된 지권(앞면)

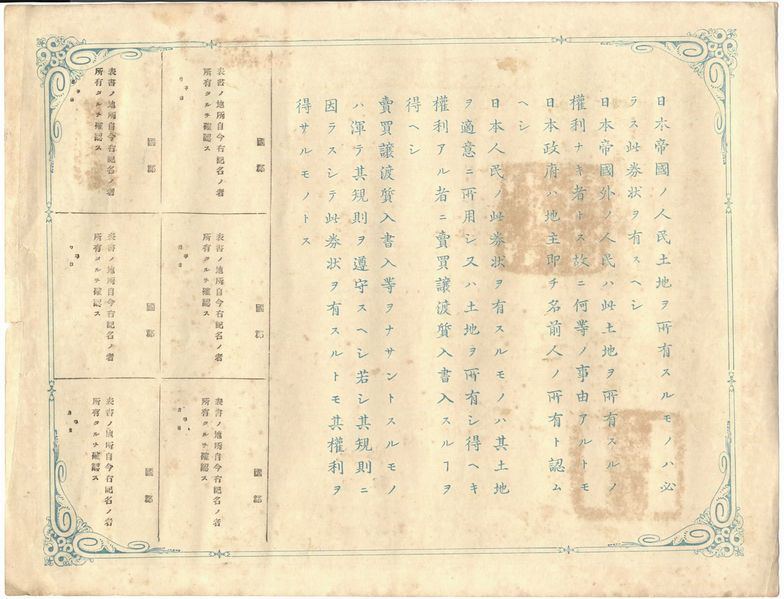
1879년에 발행된 지권(뒷면)

지권은 토지소유를 공증하고 납세의무자를 표시하는 것으로 지조개정 때 이루어진 측량 결과가 기입되어 있으며 지권대장으로 정리되어 있다. 지권은 토지 매매의 수단이기도 하며, 토지의 유통 및 토지금융은 모두 지권에 의해서만 행해진다. 이후 1885년(메이지 18년) 등기법이 제정된 이후 등기부가 토지소유를 공증하는 것으로 바뀌었다. 지권대장도 1884년(메이지 17년) 토지대장제도로 계승되어 1889년(메이지 22년)에는 사실상 폐지되었고 이후 지조의 징세는 토지대장에 의해 이루어졌다. 나중에는 등기부로 일원화되어 1960년(쇼와 35년)에 토지대장 자체가 완전히 폐지되었다.
하지만 지조개정 당시의 측량기술이 아직 미숙했고 시간과 인력의 제약도 존재하였으며 조세의 경감을 꾀하여 의도적으로 거짓 측량도 이루어져 그 내용이 반드시 정확하지는 않았다. 이는 현재의 등기부가 실제 지형이나 측량면적과 일치하지 않은 원인이 되었고 2014년 일본 정부에 의해 정확한 등기부를 만들기 위한 지적조사가 전국적으로 진행되고 있다.

## 참고 문헌
- 니와 구니오 『지조개정법의 기원-개명 관료의 형성』(ミネルヴァ書房, 1995년) ISBN 4623025101